# Rasswet (Kaliningrad)
Rasswet (russisch Рассвет, bis 1958 Nekrassowo, deutsch Knöppelsdorf) ist ein Ort in der russischen Oblast Kaliningrad. Er gehört zur kommunalen Selbstverwaltungseinheit Stadtkreis Gurjewsk im Rajon Gurjewsk.

## Geographische Lage
Rasswet liegt im mittleren Samland 13 Kilometer nordöstlich von Kaliningrad (Königsberg) und drei Kilometer nordöstlich von Gurjewsk (Neuhausen) an der Kommunalstraße 27K-053. Die nächste Bahnstation ist Gurjewsk-Nowy (bis 1945 Trausitten genannt) an der Bahnstrecke Kaliningrad–Sowetsk (Königsberg–Tilsit).

## Geschichte
Der bis 1946 Knöppelsdorf genannte Ort war von 1874 bis 1945 in den Amtsbezirk Neuhausen (heute russisch: Gurjewsk) eingegliedert und gehörte zum Landkreis Königsberg (Preußen) (1939 bis 1945 Landkreis Samland) im Regierungsbezirk Königsberg der preußischen Provinz Ostpreußen. Im Jahre 1910 wurden hier 356 Einwohner gezählt.
Am 30. September 1928 wurde der Gutsbezirk Görken (russisch: Iljitschowo) und am 1. Oktober 1934 die Landgemeinde Sensen (Borowikowo, heute nicht mehr existent) nach Knöppelsdorf eingemeindet. Die Einwohnerzahlen betrugen 1933 582 und 1939 528.
Infolge des Zweiten Weltkrieges kam Knöppelsdorf zur Sowjetunion. Im Jahr 1947 erhielt der Ort die russische Bezeichnung Nekrassowo und wurde gleichzeitig dem Dorfsowjet Kosmodemjanski selski Sowet im Rajon Gurjewsk zugeordnet. Wegen der Namensgleichheit mit dem elf Kilometer nördlich gelegenen Nekrassowo (Liska-Schaaken) wurde der Ort 1958 in Rasswet („Morgendämmerung“) umbenannt. Von 2008 bis 2013 gehörte Rasswet zur Landgemeinde Dobrinskoje selskoje posselenije und seither zum Stadtkreis Gurjewsk.

## Kirche
Der größte Teil der Knöppelsdorfer Einwohner war bis 1945 evangelischer Konfession und in das Kirchspiel Neuhausen (heute russisch: Gurjewsk) eingepfarrt. Es gehörte zum Kirchenkreis Königsberg-Land II innerhalb der Kirchenprovinz Ostpreußen der Kirche der Altpreußischen Union. Heute liegt Rasswet im Einzugsbereich der evangelisch-lutherischen Auferstehungskirchengemeinde in Kaliningrad (Königsberg) innerhalb der Propstei Kaliningrad der Evangelisch-lutherischen Kirche Europäisches Russland.